# Tipulodina
Tipulodina är ett släkte av tvåvingar. Tipulodina ingår i familjen storharkrankar.

## Dottertaxa tillTipulodina, i alfabetisk ordning[1]
- Tipulodina aetherea
- Tipulodina albiprivata
- Tipulodina amabilis
- Tipulodina barraudi
- Tipulodina brevigladia
- Tipulodina brunettiella
- Tipulodina cagayanensis
- Tipulodina cantonensis
- Tipulodina ceylonica
- Tipulodina cinctipes
- Tipulodina contigua
- Tipulodina curtissima
- Tipulodina deprivata
- Tipulodina dyak
- Tipulodina felicita
- Tipulodina forficuloides
- Tipulodina fumifinis
- Tipulodina fuscitarsis
- Tipulodina gracillima
- Tipulodina hopeiensis
- Tipulodina jigongshana
- Tipulodina joana
- Tipulodina lumpurensis
- Tipulodina luzonica
- Tipulodina magnicornis
- Tipulodina malabarensis
- Tipulodina mcclureana
- Tipulodina mckeani
- Tipulodina micracantha
- Tipulodina monozona
- Tipulodina nettingi
- Tipulodina nipponica
- Tipulodina pampangensis
- Tipulodina patricia
- Tipulodina pedata
- Tipulodina phasmatodes
- Tipulodina sandersoni
- Tipulodina scimitar
- Tipulodina sidapurensis
- Tipulodina simillima
- Tipulodina subscimitar
- Tipulodina succinipennis
- Tipulodina susainathani
- Tipulodina tabuanensis
- Tipulodina taiwanica
- Tipulodina thaiensis
- Tipulodina tinctipes
- Tipulodina varitarsis
- Tipulodina venusta
- Tipulodina xanthippe
- Tipulodina xyris
- Tipulodina zetterstedtiana